# Mishelle (piosenkarka)
Mishelle, właśc. Olga Natskowicz – białoruska piosenkarka polskiego pochodzenia, reprezentantka Polski w 4. Konkursie Piosenki Turkowizji (2020).

## Kariera muzyczna
Zaczęła śpiewać w wieku pięciu lat. Zawodowo zajmuje się działalnością artystyczną, jest także nauczycielem śpiewu. Wystąpiła na ponad stu koncertach w chińskich, mongolskich, bułgarskich, macedońskich, rosyjskich, ukraińskich i mołdawskich miastach. 
W 2020 za pośrednictwem serwisu społecznościowego Facebook zgłosiła swoją kandydaturę do reprezentowania Polski w 4. Konkursie Piosenki Turkowizji z napisanym w języku azerskim utworem „Doğma yerlər” (pol. „Ojczyste miejsca”) i pomyślnie przeszła selekcje, zostając ostatecznie pierwszą w historii konkursu reprezentantką Polski. Decyzja o wyborze piosenkarki została przez media uznana za zaskakującą. Utwór opowiadał o miłości do rodziny oraz ojczyzny jako miejsca urodzenia i wychowania, do którego często wraca się myślami:

To ballada o małej ojczyźnie, którą posiada każdy człowiek. Ta ojczyzna to mały domek na wsi, gdzie było najsmaczniejsze mleko i pachniało chlebem. Takiego miejsca już nigdy nie będzie! Ale ta ojczyzna to też przytulne mieszkanie czy całkiem inne miejsce, gdzie się urodziliśmy i wychowaliśmy. To miejsce, gdzie dzieciństwo było beztroskie, a nasi rodzice młodzi, pełni sił, a na ich twarzach nie było ani jednej zmarszczki. W tym utworze opowiadam właśnie o tych ojczystych miejscach, o tym że gdziekolwiek by mnie nie poniósł los, to wrócę do domu, uściskam swoich rodziców, którzy na zawsze w moich oczach będą wyglądali na młodych.

Publiczna premiera utworu, który skomponował Dmitriy Kireenkov do tekstu Elcana Rzayev’a, miała miejsce podczas konkursu, który odbył się 20 grudnia 2020. Piosenkarka wystąpiła z dziewiątym numerem startowym i zajęła ostatecznie 18. miejsce z 172 punktami na koncie, uzyskując między innymi maksymalne noty 10 punktów od Gagauzji i obwodu moskiewskiego.
Piosenka „Doğma yerlər” prócz azerskiej posiada też białoruską i polską wersję językową pt. „Chatka" dostępną w obiegu fanów Eurowizji. 
Dodatkowo Mishelle na potrzeby głosowania online Konkursu Piosenki Turkwizji 2020 cover folkowego utworu „Sari Gelin" wykonywany również w innych aranżacjach przez innych uczestników wydarzenia.

## Życie prywatne
Ma córkę.